# Crveni potok
Le Crveni potok (en serbe cyrillique : Црвени поток) est une petite rivière de l'ouest de la Serbie. Elle est située dans les monts Tara, sur le territoire de la municipalité de Bajina Bašta. Autour de la rivière, la réserve naturelle de Crveni potok (en serbe : Rezervat Crveni potok et Резерват Црвени поток) a été créée le 1er janvier 1950.

## Géographie
La réserve naturelle de Crveni potol est située sur la rive droite de la Drina, dans les monts Tara. Elle couvre une superficie de 0,25 km2.

## Flore et faune
La réserve abrite de nombreux spécimens d'épicéa de Serbie (Picea omorika).